# Anything Goes!
Anything Goes! è il secondo album in studio del gruppo dance statunitense C+C Music Factory, pubblicato nel 1994.

## Tracce
1. Let's Get Started (Interlude I)
2. Bounce to the Beat (Can You Dig It?)
3. Do You Wanna Get Funky
4. I Found Love
5. A Song Is Just a Song (Interlude II)
6. Takin' Over
7. Gonna Love U Over
8. The Mood (Interlude III)
9. Take a Toke
10. Just Wanna Chill
11. All Damn Night
12. Share That Beat of Love
13. Hip Hop Express
14. Robi-Rob's Boriqua Anthem
15. C+C Has Left the Building (Interlude IV)
16. The West (Interlude V)
17. Good or Bad (Interlude VI)
18. A Moment of Silence for Larry Levan
19. A Moment of Silence for Chep Nunez
20. Papermaker